# Dècada del 1530 aC
La dècada de 1530 aC comprèn el període d'anys entre el 1539 aC i el 1530 aC, tots dos inclosos.

## Esdeveniments
- Vers 1530 aC Mort d'Amenofis I d'Egipte. Recull la successió el seu fill Tuthmosis I, casat amb la seva germana Ahmosis
- Vers 1530 aC Mort d'Ammunas, rei hitita. La seva crònica diu que va fer la guerra a Sattiwara, a la terra del riu Hulanna, i contra la ciutat de Suluki, tots al bell mig de les terres hitites. Zalpa i Purushanda són esmentades però com a lloc que estigueren al costat del rei; Adaniya va deixar de ser hitita. El successor fou el seu fill Khuzziya o Huzziyas I
- Vers 1530 aC Establiment del regne de Tegarama amb una dinastia hurrita
- Vers 1530 aC, primer rei independent de Kizzuwatna, Pariyawatri, que es va establir a l'antiga Adaniya.